# Parc national Washpool
Le parc national Washpool est un parc de Nouvelle-Galles du Sud en Australie à 516 km au nord de Sydney créé en 1983 pour protéger la flore et la faune des forêts de Washpool et de la chaine des Gibraltar Range. Il fait partie du site du patrimoine mondial des forêts humides Gondwana de l’Australie.
Le parc possède deux campings.